# Фієр (Верхня Савоя)
Фієр (фр. Fillière) — муніципалітет у Франції, у регіоні Овернь-Рона-Альпи, департамент Верхня Савоя. Фієр утворено 1 січня 2017 року шляхом злиття муніципалітетів Ав'єрно, Евір, Лез-Ольєр, Сен-Мартен-Бельвю i Торан-Гльєр. Адміністративним центром муніципалітету є Торан-Гльєр. Населення — 9547 осіб (01.01.2021).